# صدای مفاصل
صدای مفاصل یا کریپتاسیون (به انگلیسی: Crepitus) به حالتی گفته می‌شود که از مفصل‌ها یا زیر پوست بدن صداهایی مانند ترق‌توروق یا خش‌خش شنیده شود.
زردپی‌هایی که استخوان‌ها را به هم متصل می‌کنند نیز می‌توانند چنین صداهایی ایجاد کنند. گاهی هم این صدا ناشی از گازهایی است که اطراف مفاصل تشکیل می‌شوند. حباب‌هایی از نیتروژن، اکسیژن و دی‌اکسیدکربن هنگام کشش یا حرکت زانوها در مایع زلاله‌ای (سینوویال) اطراف مفاصل تشکیل می‌شوند که ترکیدن آنها به ایجاد صدا منجر می‌شود. بروز این حالت‌ها معمولاً طبیعی است و نیاز به مراقبت‌های پزشکی ندارد، اما گاهی نیز می‌تواند نشانه وجود مشکل باشد. مفصل صدادار، مشکل نگران‌کننده‌ای نیست و یک مرحله طبیعی ناشی از افزایش سن به‌شمار می‌آید.
از علائمی که ممکن است همراه با صدا دادن زانو بروز کنند ، درد، قرمزی اطراف مفصل، تورم و سختی هنگام راه رفتن است . یکی از شایع ترین نقاط کریپتاسیون، ناحیه داخل زانو در افراد مبتلا به آرتروز زانو است .